# Megaradio Bayern
Megaradio (Eigenschreibweise: „MEGA Radio“) ist ein privater Radiosender. Er ist der Rechtsnachfolger von Fantasy Bayern. Der Sender startete am 23. Oktober 2011 im Digitalradio DAB+ und ersetzte dort seinen Vorgänger.
Megaradio sendet ein Informationsprogramm. Dazu gehören aktuelle Nachrichten und Wetterbericht, welche zu jeder halben und vollen Stunde gespielt werden. Das Programm wird neben seinem Pop-basierten Radioprogramm ergänzt um aktuell recherchierte Beiträge. Programmablauf und Sendetechnik für die Heranführung an die Sendernetzbetreiber werden vom technischen Leiter des Programms, Christian Leger, realisiert.
In einem Interview zum 25-jährigen Jubiläum von augsburg tv im März 2019 erläuterte der Inhaber Peter Valentino, dass er mit Megaradio eine Senderkette in Deutschland, Österreich und der Schweiz schaffen möchte.
Das Programm ist über Digitalradio DAB+ in den Verbreitungsgebieten Augsburg, Hamburg, Ingolstadt, München und Nürnberg zu empfangen.
Im Oktober 2021 wurde aus Megaradio Bayern "Megaradio Mix". Dieser sendet zur vollen Stunde Nachrichten mit Wetter sowie DJ-Sets von Enrico Ostendorf.

## Empfang
Vom 7. November 2011 bis 1. September 2013 wurde der Sender im landesweiten bayerischen DAB-Multiplex 12D verbreitet und wechselte danach in die Lokalmultiplexe Augsburg 9C, Nürnberg 10C, Ingolstadt 11A und München 11C. Dazu kommt die Verbreitung in Hamburg 11C.
Am 10. November 2021 vergab die MABB eine Sendelizenz im DAB-Multiplex Berlin 12D an die Mega Radio GmbH zur Veranstaltung des Programms Mega Radio Berlin.
In der Region um Augsburg konnte das Programm auch über das Kabelnetz analog auf UKW 95,5 MHz empfangen werden. Zusätzlich ist der Sender via Livestream im Internet zu empfangen.
Seit 2022 wird Mega Radio Mix über Satellit 12633 MHz 22000 H über Hbb TV ausgestrahlt mit zusätzlichen Bildern. Für den Empfang über Hbb TV muss eine Internetverbindung hergestellt werden, sonst sieht man Schwarzbild und hat keinen Ton.

## Ableger

### Mega 80`s
In den DAB+-Multiplexen Augsburg und Ingolstadt wird seit dem 8. Juni 2014 der Ableger Mega 80`s mit Musik der 80er Jahre gesendet. Verbreitet wird der Ableger in Augsburg auf Kanal 9C und Ingolstadt auf Kanal 11A.
Seit dem 31. Januar 2018 ist Mega 80's im Rahmen eines Small-Scale-DAB-Projektes in Leipzig auf Kanal 6C und in Freiberg auf Kanal 10D zu empfangen.

### Radio Kö
Seit Juli 2023 wird Radio Kö von Megaradio Bayern betrieben und als Livestream im Internet verbreitet. Der Name soll an das frühere UKW-Lokalradioprogramm in Augsburg erinnern.

### Mega Radio Austria
In Österreich und der Schweiz ist das Programm als Mega Radio Österreich zu hören und sendet in Kooperation mit SNA-Radio ein Informations- und Nachrichtenprogramm.
Die Verbreitung erfolgt in Wien im DAB-Ensemble 11C und in Bern bzw. Fribourg im DAB-Netz
D04-BE der Digris auf Kanal 10A.

### Mega Radio Mix
Am 3. November 2020 erteilte die MABB eine Sendelizenz im DAB+-Ensemble Berlin auf Kanal 7B für Mega Radio Mix. Im Zuge dessen verzichtete Megaradio auf einen Lizenzantrag für das beantragte Fußball FanRadio TOP Berlin GmbH, zugleich gab man die bestehende Zulassung für Mega Radio Berlin im Ensemble auf Kanal 7B zurück. Am 6. Dezember 2020 startete der Anbieter unter dem neuen Namen Mega Radio Mix.

### Sout al Khaleej Radio
Megaradio Bayern tritt in den DAB+-Sendegebieten Wien und Genf als Veranstalter und Lizenznehmer des arabischsprachigen Anbieters Sout al Khaleej (صوت الخليج ‚Stimme des Golfs‘) aus Doha (Katar) bzw. London auf.
Sout Al Khaleej ist ein 24-Stunden-Sender in arabischer und deutscher Sprache mit arabischer Musik. Das Programm soll einen Beitrag zur Gastfreundschaft und Weltoffenheit leisten und richtet sich vorrangig an Araber und arabischsprachige Touristen.
Sout Al Khaleej ist auf dem europäischen Markt tätig. So ist das Programm auch in London über Digitalradio zu hören.
In Österreich erfolgt die Verbreitung im DAB-Mux II Wien auf Kanal 11C sowie in der Schweiz in den DAB-Netzen der Digris in Genf auf Kanal 10D und in der Zentralschweiz auf Kanal 5D.

### Radio YU
Am 21. Juni 2024 startete im Wiener lokalen DAB+ Multiplex CityMUX Wien II Radio YU. Der Sender strahlt sein digitales Radiosignal vom DC Tower 1 in Wien auf Kanal 11C aus.
Radio YU richtet sich an alle BKS-Hörer (Bosnisch, Kroatisch, Serbisch).

### Türk Radyo
Für die bayerischen DAB+-Stadtnetze Nürnberg und Augsburg bewarb sich Megaradio Bayern im Januar 2019 mit dem Programm Türk RadYo, wurde jedoch nicht ausgewählt.
Am 30. Januar 2025 startete im Wiener lokalen DAB+ Multiplex CityMUX Wien II TÜRK RADYO. Der Sender strahlt sein digitales Radiosignal vom DC Tower 1 in Wien auf Kanal 11C aus. 
TÜRK RADYO richtet sich an die türkische Gemeinschaft in Österreich und bietet ein vielfältiges Programm, das Musik, Nachrichten und kulturelle Sendungen umfasst, die speziell für türkischsprachige Zuhörer in Österreich bestimmt sind.
Auch in Deutschland hatte TÜRK RADYO im Jahr 2019 versucht Fuß zu fassen und hat sich hier um DAB+ Kapazitäten in Augsburg und Nürnberg beworben.

### Fußball FanRadio TOP Berlin GmbH
Im 2. Halbjahr 2020 beantragte Mega Radio in Berlin eine Sendelizenz für ein "Fußballfanradio". Im Zuge der Berücksichtigung des Programms Mega Radio Mix verzichtete man auf diesen Sendeplatz.

### Radio Fantasy Wien
Im Juli 2019 wurde dem Ableger des Augsburger Radio Fantasy ein Programmplatz im DAB-Ensemble Wien 11C zugeteilt. Am 25. September 2019 wurde der Sendebetrieb aufgenommen, gesendet wird ein Nonstop-Musikprogramm ähnlich einem Streaming-Anbieter.

### Mega Radio SNA (eingestellt)
Der Ableger Mega Radio SNA übernahm von 2015 bis 2022 für 18 Stunden am Tag das Programm des russischen Partners SNA-Radio. Verbreitet wurde Mega Radio SNA über Internet sowie DAB in den Großräumen Berlin, Frankfurt a. M. und Hamburg (in Hamburg ohne den Namenszusatz SNA).
Die Verbreitung in Berlin endete nach gerichtlichen Verfahren am 1. März 2019 wegen fehlender Staatsferne. Regierungen dürfen keinen Einfluss auf Sendungen ausüben.
Im Dezember 2021 rügte die Medienanstalt Hamburg/Schleswig-Holstein eine von SNA-Radio zugelieferte Nachrichtenmeldung zu Covid-19-Impfungen, weil „für das Verständnis des Nachrichteninhalts entscheidende Informationen fehlten“.
Die Verbreitung auf allen Wegen endete im März 2022 aufgrund von EU-Sanktionen nach dem russischen Überfall auf die Ukraine.